# Коне, Ману
Эмманюэ́ль (Ману́) Куадио́ Коне́ (фр. Emmanuel 'Manu' Kouadio Koné; родился 17 мая 2001) — французский футболист, полузащитник немецкого клуба «Боруссия Мёнхенгладбах» и сборной Франции. Выступает на правах аренды за итальянскую «Рому».

## Клубная карьера
Уроженец Коломба (пригород Парижа), Коне выступал за молодёжные команды «Вильнёв-ла-Гаренн», «Париж» и «Булонь-Бийанкур», после чего стал игроком академии «Тулузы» в июле 2016 года.
24 мая 2019 года дебютировал в основном составе «Тулузы» в матче французской Лиги 1 против "Дижона. 18 декабря 2019 года забил свой первый гол в основном составе «Тулузы» в матче Кубка французской лиги против клуба «Олимпик Лион».
21 января 2021 года было объявлено о соглашении по переходу Коне в немецкий клуб «Боруссия Мёнхенгладбах», причём остаток сезона 2020/21 француз проведёт на правах аренды в «Тулузе». 25 сентября 2021 года дебютировал в основном составе мёнхенгладбахского клуба в матче немецкой Бундеслиги против «Боруссии Дортмунд».
Ману Коне перешёл в «Рому» в летнее трансферное окно 2024 года. Его контракт с клубом предусматривает зарплату в 3 миллиона евро за сезон, а номер игрока — 17. Главным фактором для трансфера стали разговоры с главным тренером Даниэле Де Росси, который убедил Коне в больших амбициях клуба  .
Дебютный матч Коне за «Рому» состоялся в одном из первых туров сезона Серии А. Первый гол за клуб он забил 27 октября 2024 года в матче против «Фиорентины». Несмотря на поражение команды со счётом 5:1, этот гол стал единственным для джаллороси в той встрече  .

## Карьера в сборной
Выступал за сборные Франции до 18, до 19 лет и до 21 года.
Летом 2024 года составе олимпийской сборной Франции стал серебряным призером олимпийских игр в Париже.
Выступал в Лиге наций 2024 года за основной состав сборной Франции.

## Достижения
Сборная Франции
- Бронзовый призёр Лиги наций УЕФА: 2024/25